# Anosia niasicus
Anosia niasicus är en fjärilsart som beskrevs av Hans Fruhstorfer 1899. Anosia niasicus ingår i släktet Anosia och familjen praktfjärilar. Inga underarter finns listade i Catalogue of Life.